# Kecske kastély
A Kecske kastély (Zámek Kozel, németül továbbra is Waldschloss) Šťáhlavy egyik fő nevezetessége a falu határában, az Úslava folyó ból leválasztott mesterséges tótól északra, nagy park közepén.

## Története
A klasszicista vadászkastélyt a 18. század végén építették négyszárnyú, egyemeletes épületként egy téglalap alakú udvar körül. A kastély főépületét Václav Haberditz prágai építész tervezte Johann Adalbert Czernin (von und zu Chudenitz) királyi fővadászmester (Oberhofjägermeister) számára. Johann Ignaz Palliardi tervei alapján Václav Haberditz építőmester hamarosan hozzáépítette a szárnyakat és a hátsó épületet: a kastélykápolnát, a lovagtermet, a lóistállót és a lakájok/inasok helyiségeit.
Jan Václav Černín halála után a Waldstein grófok örökölték a birtokot, ami egészen 1945-ig az ő birtokukban maradt.
Ma a kastély állami tulajdon, amit a Cseh Nemzeti Műemlékvédelmi Intézet kezel.

## Berendezése, látnivalói
A belső díszítés a híres prágai festő és dekoratőr Antonín Tuvora munkája; a legtöbb helyiség falfelületét szekkókal díszítette. Az eredeti bútorok a rokokó és a klasszicizmus korából származnak.
Állítólag Anton Heinrich Friedrich von Stadion kurmainzi államminiszter kiterjedt könyvtárának (1400 kötet) nagy részét (550 művet) ide szállították a Warthausen-palotából.

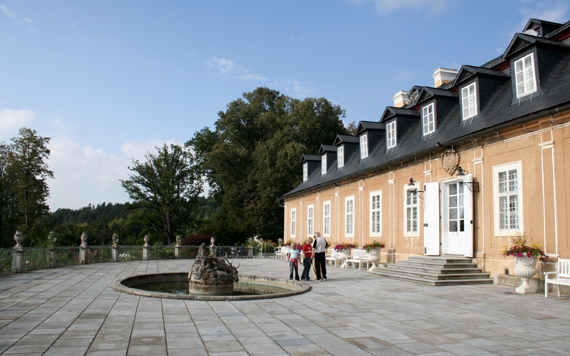
A kastély nyugati eleje szökőkúttal
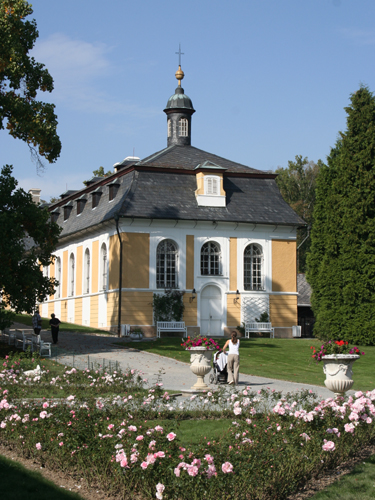
A várkápolna
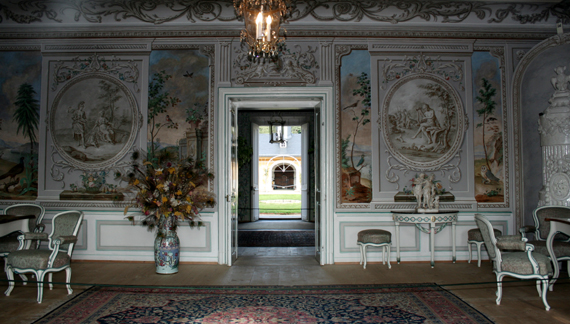
A "szalon"

## Környezete
A kastélyt nagy park veszi körül számos egzotikus, a világ különböző tájairól importált fával. A parkot az 1870-es években František Xaver Franz kertész alakította át mai formájára.

## Fordítás
- Ez a szócikk részben vagy egészben  a   Cikkcím című német Wikipédia-szócikk ezen változatának fordításán alapul.  Az eredeti cikk szerkesztőit annak laptörténete sorolja fel. Ez a jelzés csupán a megfogalmazás eredetét és a szerzői jogokat jelzi, nem szolgál a cikkben szereplő információk forrásmegjelöléseként.